# Great Falls (Carolina del Sur)
Great Falls es un pueblo ubicado en el condado de Chester, Carolina del Sur, Estados Unidos. Tiene una población estimada, a mediados de 2021, de 1944 habitantes.
Se encuentra a la orilla del río Wateree.

## Geografía
La localidad está ubicada en las coordenadas 34°34′20″N 80°54′19″O / 34.57222, -80.90528 (34.572131, -80.905304). Según la Oficina del Censo, tiene un área total de 11.34 km², de la cual 10.98 km² son tierra y 0.36 km² son agua.

### Localidades adyacentes
El siguiente diagrama muestra a las localidades en un radio de 20 kilómetros (12,4 mi) de Great Falls.

## Demografía

### Censo de 2020
Según el censo de 2020, en ese momento había 1951 personas residiendo en Great Falls.
| Raza                   | Núm. | Porc.  |
| ---------------------- | ---- | ------ |
| Blancos                | 1196 | 61.30% |
| Afroamericanos         | 644  | 33.01% |
| Amerindios             | 6    | 0.31%  |
| Asiáticos              | 5    | 0.26%  |
| Isleños del Pacífico   | 1    | 0.05%  |
| Otras razas            | 22   | 1.13%  |
| De una mezcla de razas | 77   | 3.95%  |

Del total de la población, el 0.92% son hispanos o latinos de cualquier raza.

### Censo de 2000
En el 2000, los ingresos medios de los hogares eran de $24.758 y los ingresos medios de las familias eran de $31.683. Los ingresos per cápita para la localidad eran de $13.386. Alrededor del 18.10% de la población estaba bajo el umbral de pobreza nacional. 